# Tru2way
Tru2way là một công nghệ mới trong lĩnh vực truyền hình tương tác.

## Ứng dụng
Truyền hình tương tác là một dạng thức truyền hình mà ở đó người xem có quyền được tham gia vào các chương trình truyền hình, có quyền được lựa chọn và có thể tự sắp xếp lịch xem chương trình cho chính mình.
Để đáp ứng được các chức năng trong truyền hình tương tác thì máy thu hình hoặc các đầu thu (set top box) phải có giao diện và bộ phận xử lý vấn đề này. Hiện nay, nền tảng phần cứng của các đầu thu giống như một máy tính thu nhỏ, bởi vậy phần mềm (Middleware) sẽ thể hiện được sự tiện lợi, tiên tiến giữa các sản phẩm.

## Thiết kế
Thuê bao truyền hình cáp có truyền hình kỹ thuật số (DTV) hỗ trợ Tru2way và có cổng CableCard (đối với mã giải mã), sẽ có thể tận hưởng tất cả các tính năng của hộp set-top thuê của nhà cung cấp cáp (STB) mà không cần các STB. Khả năng tương thích DTV Tru2way kết hợp các tính năng tương tác của STB riêng biệt với truyền hình, loại bỏ STB và điều khiển từ xa.
CableLabs, bộ phận nghiên cứu và phát triển ngành công nghiệp, cấp phép thương hiệu cho các công ty cáp và lập trình viên cáp cung cấp các ứng dụng và dịch vụ tru2way, cũng như các nhà sản xuất điện tử tiêu dùng (CE) xây dựng các thiết bị hỗ trợ các ứng dụng và dịch vụ đó. Việc sử dụng nhãn hiệu trên các thiết bị CE yêu cầu thử nghiệm chứng nhận của CableLabs để tuân thủ các thông số kỹ thuật tru2way (còn được gọi là Thông số kỹ thuật của OpenCable Host 2.1).
Tru2way bao gồm một công nghệ phần mềm trung gian có thể được tích hợp vào TV, hộp giải mã, đầu ghi video kỹ thuật số và các thiết bị khác. Bởi vì phần mềm trung gian dựa trên công nghệ Java, nó cho phép các công ty truyền hình cáp và các nhà phát triển ứng dụng tương tác khác có thể viết các ứng dụng của Google một lần và thấy chúng chạy thành công trên bất kỳ thiết bị nào hỗ trợ kiến trúc tru2way. Với công nghệ Tru2way, người tiêu dùng có thể truy cập chương trình cáp kỹ thuật số tương tác, bao gồm nội dung video theo yêu cầu và trả tiền theo lượt xem mà không cần hộp set-top do nhà khai thác cáp cung cấp.
Công nghệ Tru2way có khả năng hỗ trợ tất cả các dịch vụ cáp hiện được cung cấp cho người tiêu dùng thông qua các hộp hàng đầu được thuê, cũng như các dịch vụ trong tương lai được viết cho nền tảng Tru2way.